# 布萊希巴赫河
47°48′32″N 12°01′09″E / 47.80885°N 12.01907°E

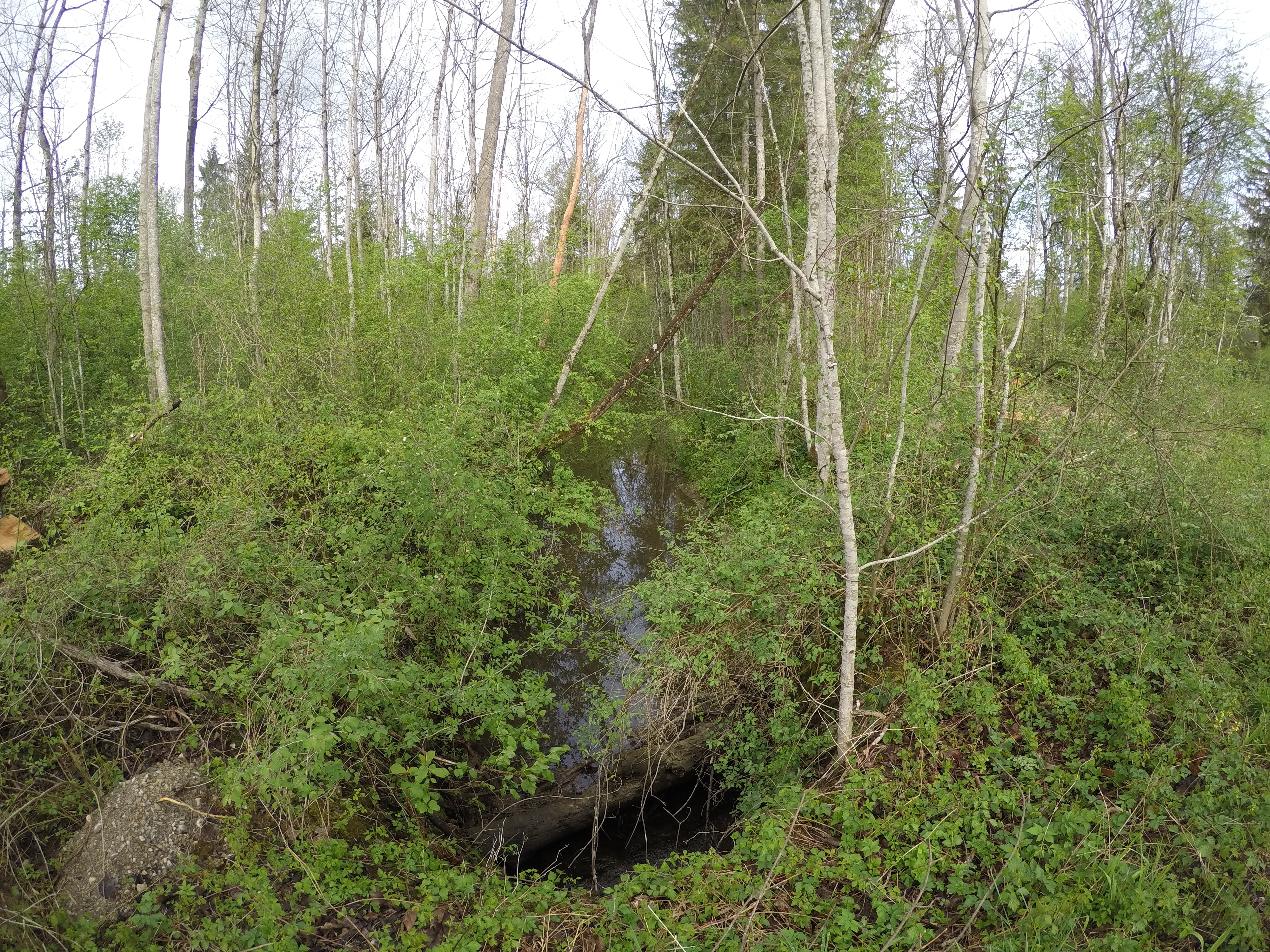

布萊希巴赫河（德語：Bleichbach），是德國的河流，位於該國東南部，由巴伐利亞負責管轄，屬於卡爾滕巴赫河的支流，河道全長4.3公里，流域面積9.1平方公里。